# Never Give Up On The Good Times
Never Give Up On The Good Times este o piesă interpretată de către formația de origine britanică Spice Girls, care trebuia să fie lansată pe albumul Spiceworld ca unul dintre single-urile albumului.